# Operação Dragão Rei
Operação Dragão Rei, oficialmente conhecida como Operação Nagamin (birmanês:  နဂါးမင်း စစ်ဆင်ရေး), e às vezes referida como Operação Rei Dragão, foi uma operação militar realizada pelo Tatmadaw e pelos oficiais da imigração no norte de Arracão, Birmânia (atual Estado de Raquine, Mianmar), durante o regime socialista do General Ne Win.

## Antecedentes
O povo ruainga (rohingya) é uma minoria étnica que habita o norte de Arracão, que tem sofrido uma perseguição histórica pelo governo birmanês e pela maioria budista. Depois que o General Ne Win e seu Partido do Programa Socialista da Birmânia (PPSB) tomaram o poder em um golpe de Estado em 1962, as organizações políticas e sociais dos ruaingas foram sistematicamente dissolvidas pelo governo. O fim da guerra de libertação no vizinho Bangladexe fortaleceu os temores do governo birmanês dos "invasores estrangeiros" se infiltrarem em seu país, e assim, em 1977, o governo iniciou seus preparativos para a Operação Dragão Rei, que começaria no início do próximo ano.

## Eventos
O propósito oficial da Operação Dragão Rei era registrar os cidadãos no norte de Arracão e expulsar os chamados "estrangeiros" da área antes de um censo nacional. Oficiais da imigração e militares conduziram a operação conjuntamente, com os últimos sendo acusados pelos refugiados ruaingas de desalojar à força aldeões através de intimidação, estupro e assassinato. Um alvo primário da operação para os militares era prender membros e simpatizantes da Frente Patriótica Ruainga (FPR), uma organização política que operava no exílio a partir do vizinho Bangladexe.
A operação teve inicio em 6 de fevereiro de 1978, começando na aldeia de Sakkipara no distrito de Sittwe, onde houve prisões em massa e tortura de supostos membros e simpatizantes da Frente Patriótica Ruainga. [carece de fontes?] No período de mais de três meses, aproximadamente 200.000 a 250.000 refugiados, principalmente muçulmanos ruaingas, fugiram para o Bangladexe. O governo da Birmânia estimou que 150.000 fugiram durante a operação e proclamou que o êxodo em massa significava que os ruaingas eram de fato "imigrantes ilegais". O Comitê Internacional da Cruz Vermelha (CICV) e o governo de Bangladexe forneceram ajuda emergencial aos refugiados, mas ficaram impressionados com a magnitude da crise humanitária. O Bangladesh solicitou assistência das Nações Unidas, e uma missão humanitária do ACNUR foi enviada para a região.
Em 31 de julho de 1978, os governos da Birmânia e do Bangladexe chegaram a um acordo sobre o repatriamento dos refugiados ruaingas e 180.000 retornaram a Mianmar após o acordo.